# ヘルマン・ズーダーマン
ヘルマン・ズーダーマン（Hermann Sudermann, 1857年9月30日 - 1928年11月21日）は、ドイツの劇作家、小説家。

## 生涯
父、ヨハン・ズーダーマンはビール醸造所を経営しており、オランダから移住した関係で敬虔なメノナイトであった。
父ヨハンは息子を薬剤師にしようと私立学校に入れたが健康問題で中学にて退学した。その後、ケーニヒスベルクへ移り、リトアニア自由民主党の設立に携わる。1877年、フリードリッヒ・ヴィルヘルム大学に移り、金融論を講義し、また、ハンス・ホップの息子の家庭教師となったがジャーナリズムへ関心が移動し、1881年に新聞社に入社、そこで小説を発表し、1891年に結婚するが三人の子供をもうけた後離婚、ケーニヒスベルクからベルリンへ移住する。1900年、ゲーテ・インスティトゥートの会長に就任するがドイツ帝国議会の提示したハインツェ法に猛抗議し辞職。その後、1902年からは中東やインドなどを旅行、ブランデンブルクに巨大な邸宅を構えた。
第一次世界大戦中に93人のマニフェストを劇作家ルートヴィッヒ・フルダ(de:Ludwig Fulda)と書き、敵対国のプロパガンダに対して嘘であると主張し、ドイツ軍国主義なしにドイツ文明はとっくに絶滅していたと表明した。1928年、肺炎で死去。
ズーダーマンの死後、邸宅はズーダーマン財団が管理していたが2005年に財団の資金不足により売却された。